# Virgen del Pilar

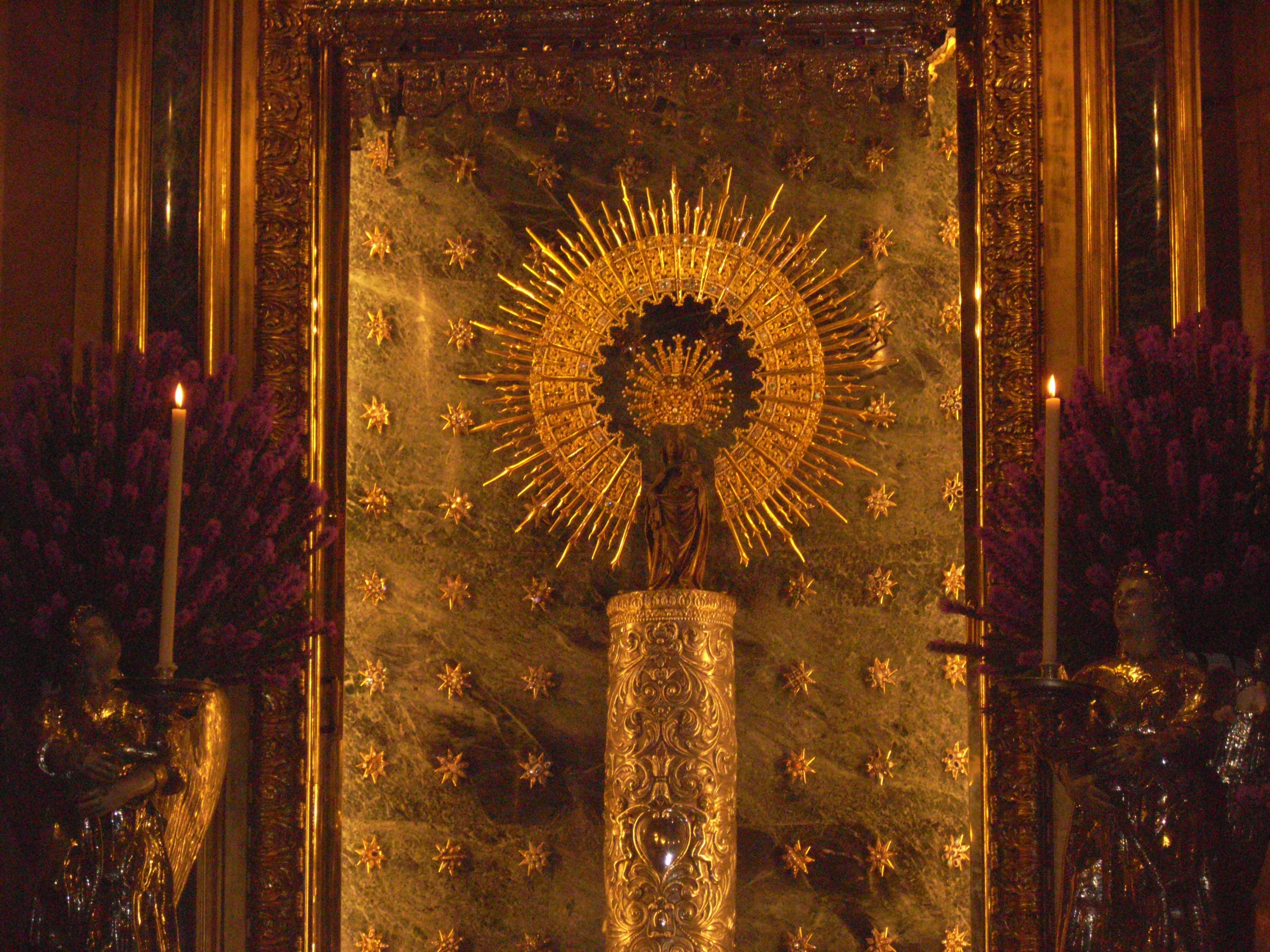
Virgen del Pilar sobre su columna de jaspe.

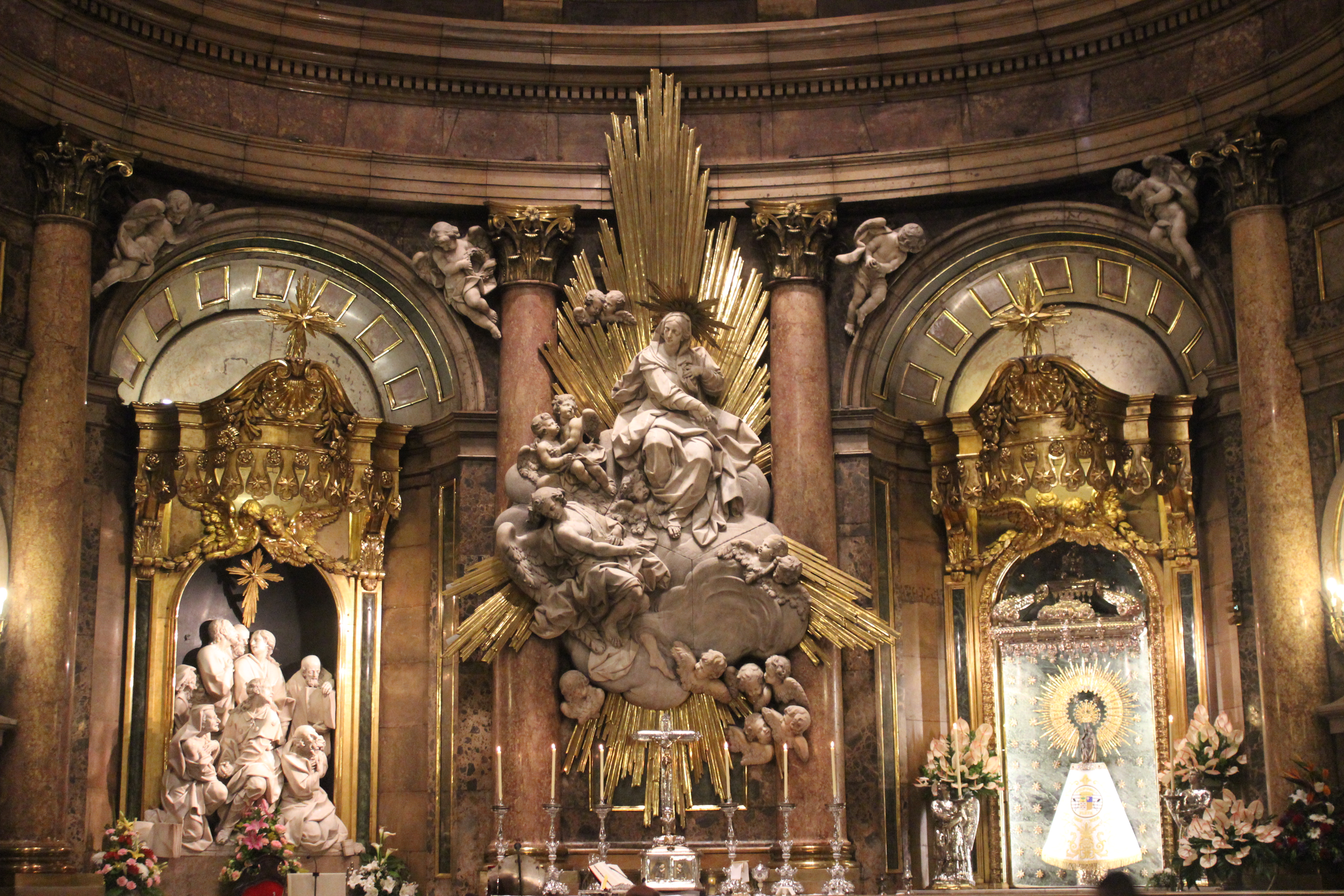
Santa Capilla de Nuestra Señora del Pilar.

La Virgen del Pilar es una de las advocaciones marianas de la Iglesia católica, que data desde el año 40 a Santiago Apóstol en Zaragoza, cuya imagen tiene su principal centro de culto en la Catedral Basílica del Pilar de Zaragoza (España).
El 20 de mayo de 1642, el municipio de Zaragoza proclamó a la Virgen del Pilar patrona de la ciudad, patronazgo que se extendió a todo el Reino de Aragón en las Cortes aragonesas de 1678. Acumula otros patronazgos, como el del Cuerpo de la Guardia Civil (1913), el del Cuerpo de Correos y Telégrafos (1916), el del Cuerpo de Secretarios, Interventores y Depositarios de Administración Local (1928), el de la Sociedad Mariológica (1940), el del Consejo Superior de Misiones (1948) y del Arma Submarina de la Armada Española (1946).
En 1908 mediante un Real Decreto se declara capitán general del Ejército español. El 24 de junio de 1948 se eleva a categoría de basílica el Pilar por Pio XII (1948).

## Historia
La historia sobre sus orígenes se remonta al año 40, cuando, de acuerdo con la tradición cristiana, el 2 de enero la Virgen María se apareció a Santiago Apóstol en Cesaraugusta. María llegó a Zaragoza «en carne mortal» —antes de su Asunción— y como testimonio de su visita habría dejado una columna de jaspe conocida popularmente como «el Pilar». Se cuenta que Santiago y los siete primeros convertidos de la ciudad edificaron una primitiva capilla de adobe a orillas del Ebro. Este testimonio es recogido por un manuscrito de 1297 de los Moralia, sive Expositio in Job, de Gregorio Magno, que se custodia en el Archivo del Pilar. La devoción mariana comenzó en los albores del siglo XIII, cuando comenzaron las primeras peregrinaciones a Santa María la Mayor.
Sobre la iglesia mozárabe preexistente, se erige el templo románico del Pilar poco después de la conquista de Zaragoza por Alfonso I el Batallador (1118) que fue culminado en el siglo XIII. En esta época se documenta en el templo una capilla primitiva para alojar el Pilar, según transmite Diego de Espés en 1240. Para 1293 el templo se encontraba en tan mal estado que el obispo Hugo de Mataplana promovió la restauración del templo y su conversión en la colegiata gótico-mudéjar de Santa María la Mayor con recursos de una bula de Bonifacio VIII que por vez primera menciona la advocación «del Pilar». Actualmente el único vestigio conservado del templo románico del Pilar es el tímpano de la iglesia, que ha sido colocado en la fachada sur de la basílica barroca.

## La imagen y su santuario
La Virgen es una talla en madera dorada; mide treinta y seis centímetros y medio de altura y descansa sobre una columna de jaspe forrada de bronce y plata y cubierto, a su vez, por un manto desde los pies de la imagen de la virgen hasta la base vista de la columna o pilar, a excepción de los días dos, doce y veinte de cada mes en que aparece la columna visible en toda su superficie. En la fachada posterior de la capilla se abre el humilladero, donde los fieles pueden venerar la Santa Columna a través de un óculo abierto.
Se trata de una escultura de estilo Gótico tardío franco-borgoñón de hacia 1435 atribuida a Juan de la Huerta, imaginero de Daroca. En cuanto a su iconografía, se observa a María coronada y con túnica y manto, que recoge con su mano derecha, contemplando a Jesús niño que agarra el manto de su madre con la mano derecha y un pájaro con la izquierda. El Niño puede haber sido objeto de una restauración poco cuidadosa.

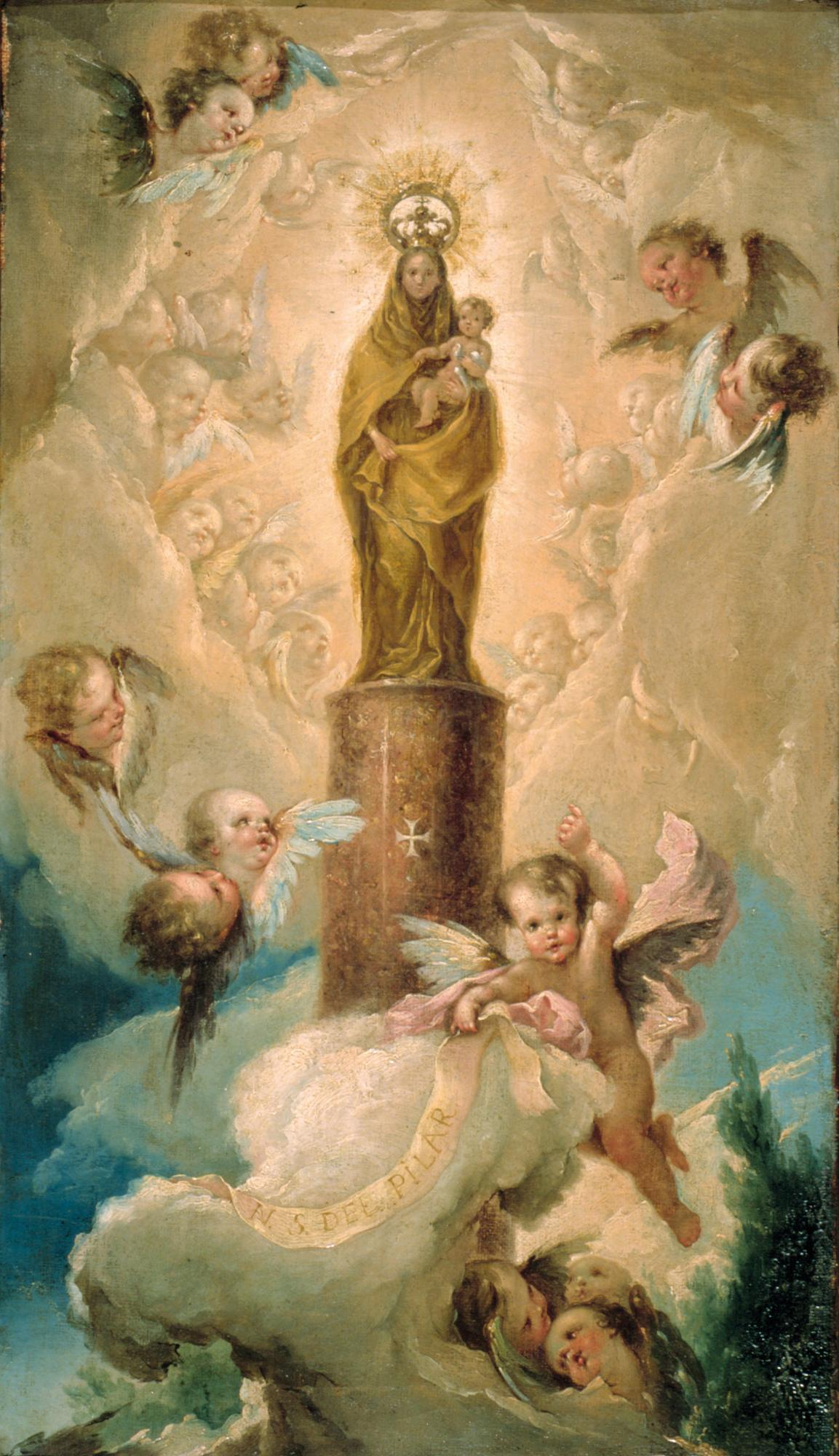
La Virgen del Pilar según cuadro de Ramón Bayeu (1780).

Probablemente fue una imagen donada por Dalmacio de Mur con el mecenazgo de la reina Blanca I de Navarra, mujer de Juan II de Aragón, a raíz de la curación de una enfermedad que aquejó a la reina por entonces.

### Descripción y estilo
La imagen representa a la Virgen coronada y ataviada con un vestido gótico abotonado. Se trata de una vestidura ceñida por un cinturón con hebilla que llega hasta los pies que permite observar el derecho más que el izquierdo. Una gran pieza de paño le cubre la cabeza y muestra un peinado ondulado. La mano derecha sostiene un pliegue de la ropa, que cubre todo su abdomen y la mayor parte de sus extremidades inferiores. El Niño Jesús se encuentra en la mano izquierda, desnudo. Su figura gira hacia la izquierda y su cabeza apunta al cinturón de la Virgen. La escultura, de fábrica gótica, se restauró en 1990 por el Instituto del Patrimonio Histórico Español, a iniciativa del Cabildo Metropolitano de Zaragoza.
La Santa Columna está hecha de jaspe, tiene 1,77 metros de altura, un diámetro de 24 centímetros y un forro de bronce y plata. La tradición pilarista afirma que jamás ha variado su ubicación desde la visita de María a Santiago.
El 24 de marzo de 1596 se recibió en el santuario del Pilar el obsequio de Felipe II, que consistía en dos ángeles de plata —obra de Diego Arnal— que sirven de guardia a la Virgen. Son los únicos elementos de la colegiata gótico-mudéjar de Santa María la Mayor que se conservan en la actual basílica barroca.

### Basílica de Nuestra Señora del Pilar

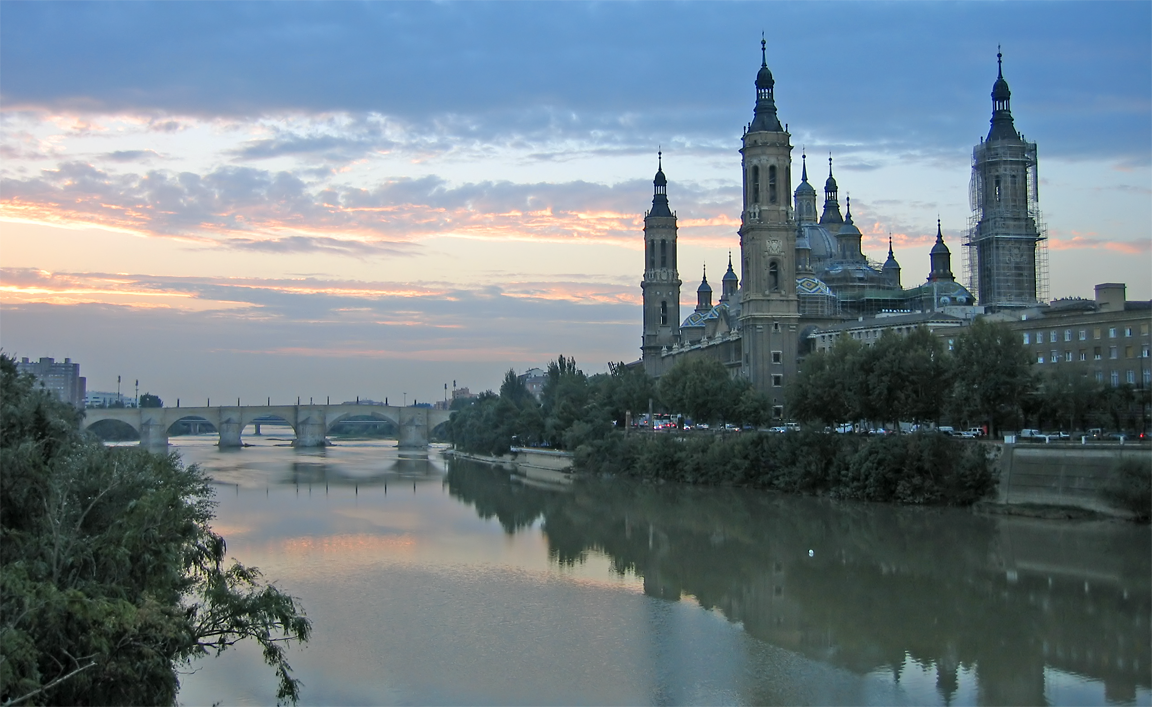
El Pilar. Vista desde el Ebro.

El templo se articula en tres naves, de igual altura, cubiertas con bóvedas de cañón, en las que se intercalan cúpulas y bóvedas de plato, que descansan sobre robustos pilares. El exterior es de ladrillo caravista, siguiendo la tradición de construcción en ladrillo aragonesa, y el interior revocado en estuco. La nave central se halla dividida por la presencia del altar mayor bajo la cúpula central. El altar está presidido por el gran retablo mayor de la Asunción, perteneciente a la colegiata gótico-mudéjar de Santa María la Mayor de Zaragoza, realizado por Damián Forment en el siglo XVI.
Bajo las otras dos cúpulas elípticas de la nave central, se dispuso la Santa Capilla de la Virgen del Pilar, y el coro y órgano, que también procedían de la colegiata predecesora. Actualmente el coro y órgano, se encuentran desplazados, al siguiente tramo, para dotar de mayor espacio los tramos del altar mayor.

## Historia

### Orígenes

#### Primeros siglos

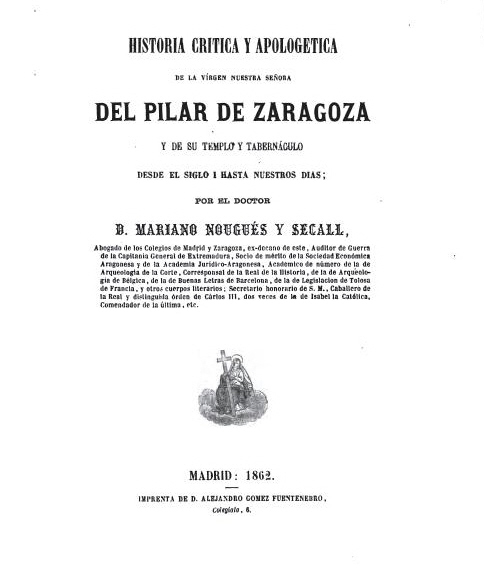
Portada de Historia, crítica y apologética de la Virgen nuestra señora del Pilar de Zaragoza, de Mariano Nougués Secall. Madrid, hros. de Alejandro Gómez Fuentenebro.

La comunidad cristiana de Caesaraugusta es una de las más antiguas de España, junto a las de Tarragona, Mérida, León y Astorga. Hacia 254 se documenta su existencia en el epistolario de San Cipriano. También consta que el obispo Valero estuvo en el concilio de Elvira a inicios del siglo IV, y que la iglesia de Santa María muy probablemente fue sede del concilio antipriscilianista de 380.
En el siglo IV destaca el canon VIII del Concilio de Antioquía —celebrado en la segunda mital del s. IV—, que establece la colocación de las imágenes religiosas sobre columnas o pilares. De lo cual deducen estudiosos como Mariano Nougués Secall y Manuel Aramburu que el hecho pudo haber estado inspirado por el conocimiento de la aparición de María a Santiago, aunque dicha tradición era muy popular en el paganismo. De acuerdo con Francisco García Palacios, en este siglo el obispo Atanasio de Zaragoza, discípulo de Santiago, ya utilizaba los símbolos del cristianismo primitivo como el Agnus Dei.
Hacia 1608 se descubrió en una pared contigua a la Santa Capilla medieval la tumba de un diácono de nombre Lorenzo, que aparentemente habría fallecido en julio de 196. Siguiendo la teoría de Aramburu —aunque Juan Francisco Andrés de Uztarroz puso en duda que el epígrafe de la tumba hubiese sido escrito en las postrimerías del siglo II— la capilla pilarista funcionaba activamente en 196 y contaba ya con varios diáconos ordenados. Del siglo II datarían también las comunicaciones subterráneas de la iglesia del Pilar con varios sitios de la ciudad cesaraugustana. En 1718, al desmontar la primitiva plaza del Pilar, se descubrieron comunicaciones entre una casa particular y el templo. Se cree que fueron construidas circa 130, cuando los judíos comenzaron a utilizar las catacumbas para practicar su religión perseguida por Adriano, táctica que poco tiempo después adaptarían las primitivas comunidades cristianas.
Para estudiar el siglo III existe mayor diversidad de documentos que aportan información a la historia del Pilar. Se tiene constancia de que el antedicho obispo Valero edificó un salón anexo al templo, conocido como la «sala valeriana». También se discute la existencia de la capilla del Pilar durante las persecuciones de Diocleciano, aunque numerosas fuentes indican que testigos visitaron el templo durante aquellos años, como Caledonio, obispo de Braga.

#### El bajo imperio

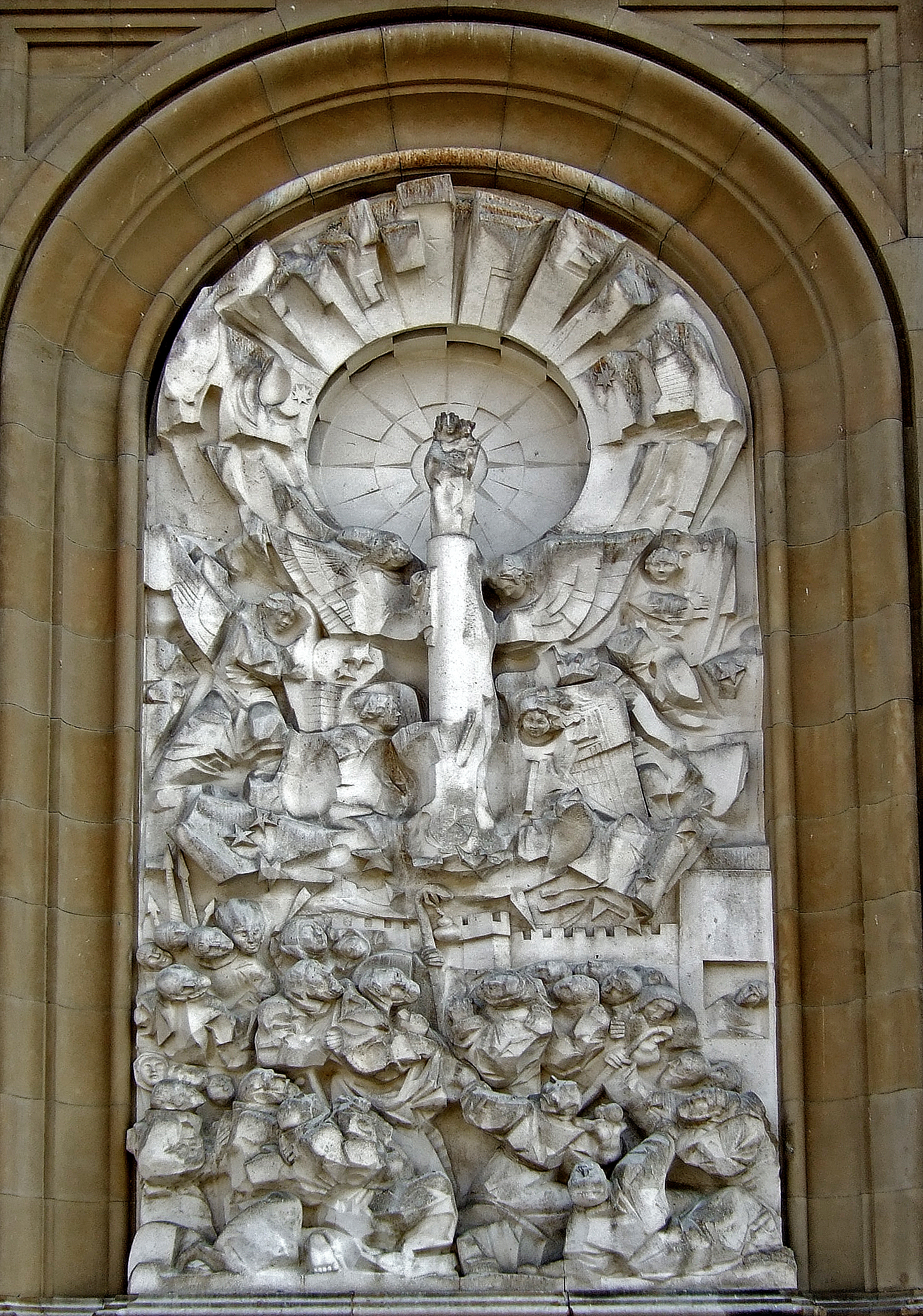
Venida de la Virgen, por Pablo Serrano (fachada de El Pilar).

En noviembre de 380 se convocó a un concilio nacional en la ciudad de Zaragoza, presidido por el obispo Valerio II de Zaragoza. El acta del concilio es firmada por doce obispos. Se infiere que esta catedral tenía representadas, en pintura o en bajorrelieve, veinticuatro escenas del Antiguo Testamento y el mismo número para el Nuevo Testamento. En el arco fronterizo figuraba el Pantocrátor y los veinticuatro ancianos.
Aparentemente, el poeta tardorromano Aurelio Prudencio redactó una oda a los mártires de Zaragoza entre 380 y 395. De acuerdo con algunas interpretaciones, en una de las estrofas de su composición alude al templo del Pilar como «templo» y «casa llena de ángeles». Sin embargo, Juan de Arruego, Antonio de Nebrija y Lupercio Leonardo de Argensola, cada quien por su cuenta, desecharon esta teoría al afirmar que Aurelio Prudencio se refería a toda la ciudad de Zaragoza y no al Pilar en particular. Cualquiera que haya sido el caso, es seguro que para el siglo IV la capilla del Pilar había sido ampliada y contaba con espacio suficiente para albergar a los dieciocho mártires que, según la tradición, murieron durante las persecuciones en los albores del siglo IV.
El mismo Prudencio fue comisionado para escribir glosas sencillas a algunas escenas del templo, pero al colocar la explicación al Santo Pilar redactó algo insólito: «la Columna (atado) a la
cual fue flagelado el Señor». Gracias a este testimonio autores como Lupercio Leonardo de Argensola, Diego Murillo, Manuel Aramburu y José Félix de Amada especularon que la Santa Columna podía ser la que sirvió para atar a Cristo en la flagelación o que incluso era una porción de ella. Al respecto escribió Lupercio:

Dicen que el Pilar que vemos en la santa Capilla fue traído por los ángeles. Siendo así como la tradición asegura, habemos de dar alguna causa digna de que tales ministros lo trajesen y de que la Virgen se pusiese sobre él; pues ¿qué causa más verosímil que haber sido aquel en que Nuestro Señor Jesucristo fue azotado? Yo así lo oí predicar siendo niño al padre Govierno.
Daniel Lasagabáster Arratíbel, Historia de la Santa Capilla de Nuestra Señora del Pilar, Zaragoza (Reyes de Aragón, 5): D. Lasagabáster, 1999, pág. 201. ISBN 84-605-8648-0.

Otro testimonio sobre la veneración a la Virgen en los tiempos del bajo imperio es uno de los bajorrelieves del sarcófago de Santa Engracia, donde se representa el ascenso de la Virgen a los Cielos. Se conoce desde el siglo IV.

#### Los visigodos

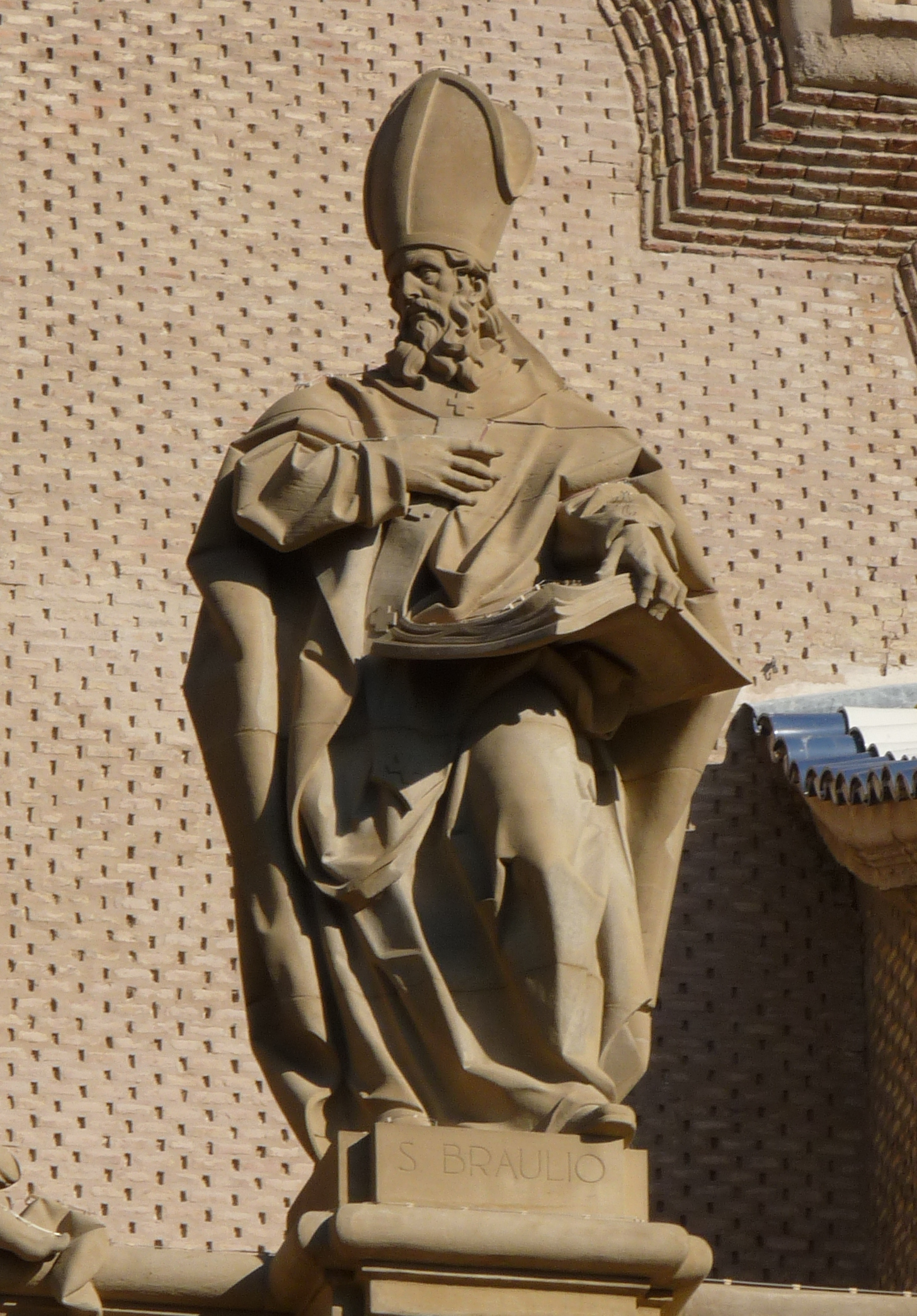
Braulio de Zaragoza, estatua situada en El Pilar.

Con la llegada de los visigodos a Hispania se suscitaron numerosos conflictos religiosos entre las dos principales doctrinas de la época: el arrianismo y el catolicismo romano. Gracias a los Concilios de Toledo, a la conversión del rey Recaredo y a mártires como San Hermenegildo, paulatinamente el reino visigodo experimentó una transición unificadora hacia el catolicismo.
Se ha puesto en duda la supervivencia de la capilla del Pilar en el siglo V, debido a las severas invasiones sufridas por Hispania en la época.
Existen testimonios que afirman que en 542 la estola de San Vicente, resguardada en el Pilar, fue llevada en procesión hasta París, donde Childeberto I la requirió en agradecimiento por haber levantado el cerco de la ciudad. Asimismo, se relata que en esta centuria fue muy común la denominación de «basílica de San Vicente» para el templo del Pilar.
En el siglo VI se atestigua también el uso de la misa propia de la Virgen del Pilar, que había utilizado desde 368 el misal mozárabe. También se conoce un documento fechado en 645 por Chindasvinto —una donación— donde se menciona el templo del Pilar como fundado por el apóstol Santiago.[¿cita?] Por último, en este siglo ocupó la cátedra zaragozana el obispo San Braulio, documentado como obispo entre 626 y 651 y cuya tumba se encontró en el Pilar en 1290. Se encuentra sepultado cerca del altar mayor.
Durante las últimas décadas de la dominación visigótica, la sede episcopal de Zaragoza y el templo del Pilar alcanzaron su mayor esplendor. Braulio de Zaragoza es la figura señera de estos años, aunque, de acuerdo con Daniel Lasagabáster, existe cierta extrañeza porque Braulio jamás comentó en sus textos la existencia del edículo y la tradición pilarista.

Duchesne esgrimió este argumento contra la predicación de Santiago. Z. García Villada lo aplica a la Visita de la Virgen a Zaragoza. Lo considera importante ya que callan el hecho de la aparición Idacio, Orosio, Juan de Viclara, S. Isidoro de Sevilla, S. Ildefonso de Toledo, S. Braulio y Prudencio, que parece debían registrarlo. Y añade: «Causa extrañeza el que Braulio no aprovechara
cualquier ocasión para escribir algo sobre un acontecimiento tan glorioso como el de la Virgen del Pilar». Aquí está precisamente el error de García Villada. En el siglo VII el objeto de la tradición pilarista se centraba en un edículo insignificante de 4 x 2 m, situado en descampado donde se echaban desperdicios, lugar inhóspito fuera de las murallas. ¡Qué tenía que decir Orosio sobre este edículo!
Daniel Lasagabáster Arratíbel, Historia de la Santa Capilla de Nuestra Señora del Pilar, Zaragoza (Reyes de Aragón, 5): D. Lasagabáster, 1999, pág. 189. ISBN 84-605-8648-0.

#### Dominación musulmana

Plano de Saraqusta. La zona marcada en rosa cercana al río Ebro corresponde al asentamiento de la iglesia del Pilar.

En 716 los musulmanes capturaron Caesaragusta y adaptaron su nombre al árabe como Saraqusta. Asimismo, aunque importaron su religión y construyeron la mezquita mayor de Saraqusta al Baida, «Zaragoza la Blanca», una de las más antiguas de Al-Ándalus, la religión cristiana fue permitida y el Pilar se convirtió en uno de sus baluartes. Durante aquella época, según las crónicas, se formó incluso la Cofradía de la Bienaventurada Virgen María del Pilar. Arruego señala que en el siglo VIII, cuando inicia la islamización en Zaragoza, la catedralidad pasó al templo del Pilar.
En el siglo IX se hace mención de los obispos Sénior, quien trasladó al Pilar el cadáver de San Vicente, y Eleca, participante de numerosos concilios y personaje relevante en el cristianismo español de dicha centuria.
Es aquí cuando el monje francés Aimoino escribe su Historia translationis sancti Vincentii ex Hispania (Historia del traslado de San Vicente desde Hispania), donde menciona la iglesia mozárabe de Santa María en el mismo emplazamiento del actual templo barroco. Estas son sus palabras: in ecclesia beatae Mariae semper Virginis, quae est mater ecclesiarum eiusdem urbis; es decir: "en la iglesia de la beata siempre Virgen María, que es la madre de las iglesias de su ciudad” (PL CXXVI, 1016). Se trata esta de la primera mención directa incuestionable de un templo dedicado a Santa María en Zaragoza. En torno a ella se congregaría la comunidad cristiana de Zaragoza.
Hacia 985 el barcelonés Moción, hijo de Froya, hace una donación a la iglesia mozárabe de Santa María la Mayor y a las Santas Masas de Zaragoza. En su testamento heredaba cien sueldos «ad Santa Maria». El pergamino se conserva en el archivo de la Archidiócesis de Barcelona. Este testimonio permite afirmar que el templo pilarista existía desde la época visigótica, pues, a pesar de la tolerancia religiosa islámica, no se permitía construir nuevas iglesias.

### Edad Media

#### Siglos XII-XIV
Las capitulaciones firmadas el 18 de diciembre de 1118, luego de la conquista de Zaragoza, otorgaban a los musulmanes ciertas concesiones entre las que se incluía el plazo de un año para abandonar la ciudad e instalarse extramuros, y practicando su religión. Alfonso el Batallador le otorgó el patronazgo de la capilla del Pilar a Gastón IV de Bearn, adalid de la toma de Zaragoza. De acuerdo con Lasagabáster, el hecho de que los dos encargados del Pilar tras la conquista, Pedro de Librana y Gastón IV, fueran franceses, es una prueba de que la devoción pilarista era ya bastante conocida en Europa.
Pedro de Librana fue nombrado obispo de Zaragoza, y al constatar el lamentable y ruinoso estado del templo de Santa María, extendió la siguiente carta:

Habéis oído contar (audivistis) con suficiente detalle que con la ayuda del cielo, alcanzada con vuestras oraciones, y el arrojo de los esforzados combatientes ha sido conquistada la ciudad de Zaragoza por las armas cristianas y que ha sido liberada la iglesia de la bienaventurada Virgen María, después de haber permanecido durante mucho tiempo sujeta ¡oh dolor! al dominio de los infieles sarracenos. De antaño sabéis (novistis) que esta iglesia es prevalente (pollere), antecede a todas por su bienaventurada y antigua nombradía de santidad y dignidad. Sin embargo, debo daros a conocer que ahora, como consecuencia de la triste cautividad anterior, carece de todo lo necesario. Sabed que se halla en estado ruinoso por la falta de reparaciones durante el largo cautiverio y que carece de todo. No se cuenta con medios para restaurar sus destrozados muros y reponer los ornamentos. Los clérigos que día y noche se dedican allí al servicio divino no disponen de vivienda ni de medios de subsistencia. Acudimos, pues, suplicantes a vuestra benevolencia a fin de que, si corporalmente no la podéis visitar, al menos la visitéis con la generosa oblación de vuestras limosnas. (...) A los que se compadezcan de esta iglesia, privada de los recursos más necesarios y, condoliéndose de los gemidos de su pobreza, entreguen un denario, o lo que puedan, para su restauración, nosotros, confiados en la divina clemencia, en la autoridad del papa Gelasio, del arzobispo de Toledo y de todos los obispos de España, les concedemos indulgencia plenaria. Los demás conseguirán la remisión de sus pecados en conformidad a la cuantía de sus limosnas y al mérito de sus buenas obras. Aquellos que ofrezcan hospitalidad a nuestro arcediano Miorrando y acompañantes,
portadores de nuestra carta, consigan de Dios la vida eterna.
Daniel Lasagabáster Arratíbel, Historia de la Santa Capilla de Nuestra Señora del Pilar, Zaragoza (Reyes de Aragón, 5): D. Lasagabáster, 1999. ISBN 84-605-8648-0.

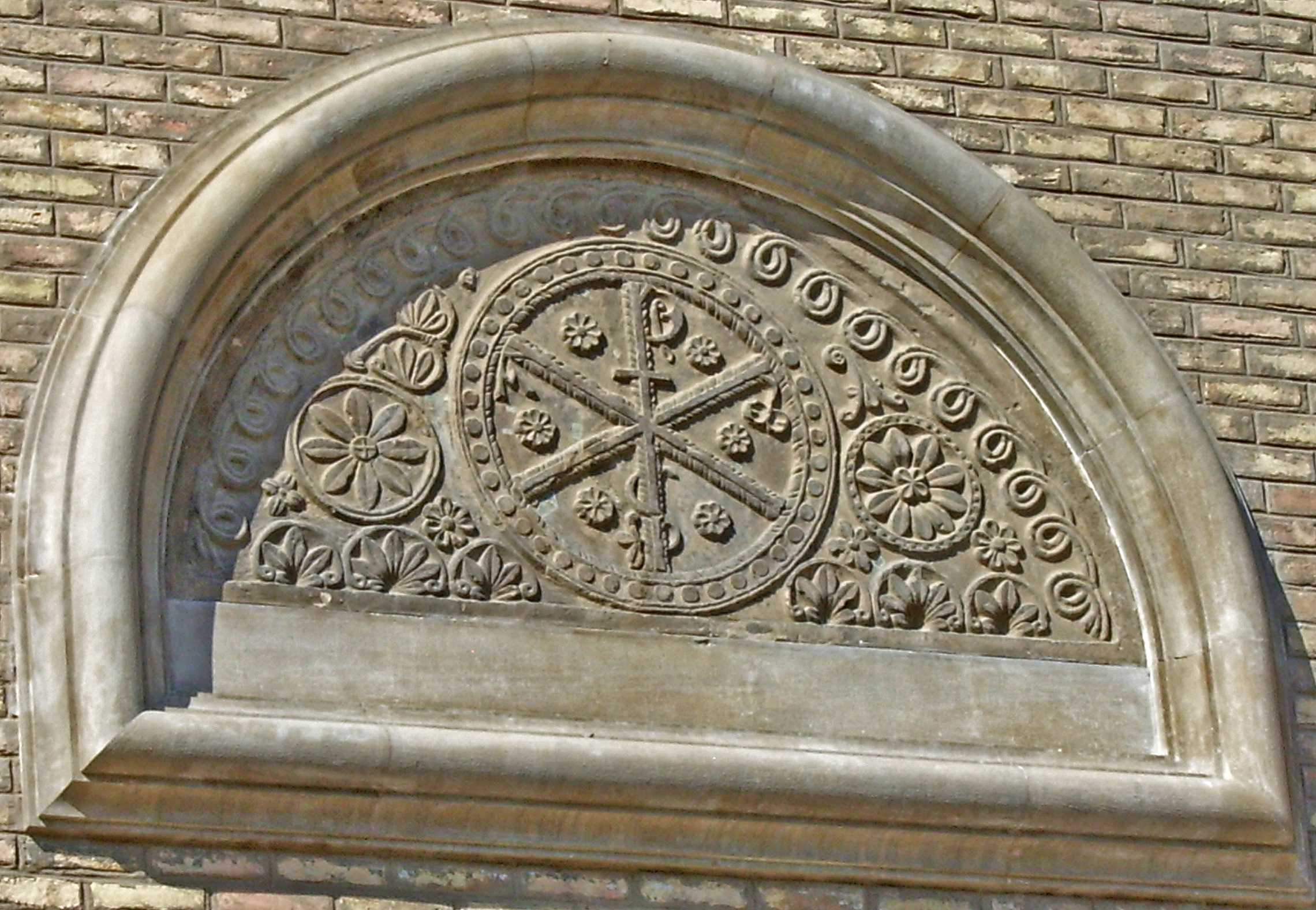
Tímpano de la iglesia románica.

Así, entre 1119 y 1120 el arcediano Miorrando recorrió varias diócesis de España, Italia y Francia en busca de donativos para restaurar la capilla pilarista. De acuerdo con los testimonios escritos debe haber obtenido una generosa suma que le permitió a Pedro de Librana emprender cuanto antes las tareas que había señalado.
Es en el siglo XII cuando el Pilar recibe numerosos obsequios que atestiguan la existencia de la tradición pilarista durante la dominación islámica. El más destacado es el olifante de Gastón IV de Bearn, donado por su viuda Talesa de Aragón y resguardado en el Museo del Pilar. En 1138 se fundará la primera congregación de agustinos. Seis bulas de los papas Eugenio III, Alejandro III y Celestino III otorgan importancia al Pilar de Zaragoza. De igual modo, el templo fue favorecido por los reyes de Aragón —tanto de la Casa de Aragón como de la Casa de Trastámara— desde Ramón Berenguer IV hasta el rey Fernando II, así como Alfonso VII de León y Sancho II de Navarra. Así, el Pilar se convierte en un prestigiado y reconocido templo de culto mariano.
Ya en el siglo XIII la tradición pilarista se difunde por toda España y poco después se funda la primera cofradía. Es importante señalar que el pueblo aragonés ya conocía a la Santa Capilla como «Santa María del Pilar», aunque el templo en el que se asentaba era llamado «de Santa María la Mayor». Hasta bien entrado el siglo XV se empleará el título de «Santa María la Mayor y del Pilar».
Para 1261 fuertes riadas dañaron severamente la estructura del templo románico de Santa María. En 1291 el recién llegado obispo Hugo de Mataplana decidió emprender la restauración de la iglesia y su conversión al estilo gótico, tan en boga durante aquellos años. En marzo de 1293 ordena al canónigo obrero idear una solución para mejorar el estado del templo pilarista. A este hecho se le considera el fin del templo románico y el inicio de la historia de la colegiata gótico-mudéjar. En 1296 Hugo de Mataplana viajó a la Santa Sede para obtener el apoyo del papa Bonifacio VIII. Aunque Mataplana falleció estando en Roma, el pontífice expidió poco después la bula Mirabilis Deus, para acicatear al pueblo a colaborar en las obras de restauración del Pilar de Zaragoza.

#### Siglos XIV-XVII

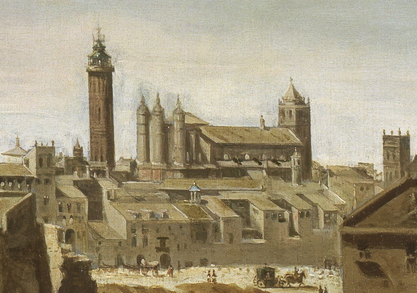
El templo mudéjar según la Vista de Zaragoza en 1647 de Juan Bautista Martínez del Mazo.

En 1318 un documento de Juan XXII menciona a Santa María la Mayor de Zaragoza como «edificada por Santiago en el año 40» y también afirma que dicho templo es el más antiguo de España. Sin embargo, incurre en un error bastante común: señalar que la colegiata fue edificada en 40 cuando su construcción data de varios siglos después. Pero este dato permite conocer que para los canónigos la Santa Capilla y el templo gótico formaban parte de un solo conjunto.
De acuerdo con fuentes de la época, la reina Blanca de Navarra, esposa de Juan II el Grande, experimentó una curación milagrosa atribuida a la Virgen del Pilar y en agradecimiento marchó al santuario en julio de 1434.
Entre 1434 y 1435 se originó en la sacristía del claustro un incendio que arrasó con varias joyas y con el retablo de alabastro del templo. Es aceptada casi unánimemente la teoría de que el camarín de la Virgen y el Santo Pilar resultaron indemnes del siniestro. No existen indicios de que el fuego haya alcanzado a la colegiata gótica. La imagen que hoy se venera de la Virgen del Pilar, de acuerdo con los estudios de Carmen Lacarra Ducay, fue elaborada en estilo gótico tardío por Juan de la Huerta, escultor oriundo de Daroca quien trabajó fundamentalmente en la corte borgoñona, y muy probablemente fue una donación de la reina Blanca y del arzobispo Dalmau de Mur. En este siglo continuaron las concesiones al Pilar, otorgadas por Juan II y su hijo Fernando II.
Los fieles y la nobleza de Aragón colaboraron en las obras para restaurar los daños del incendio. Las paredes fueron cubiertas con bajorrelieves que representaban la aparición de la Virgen a Santiago. También se emprendió la construcción de un nuevo retablo, «de alabastro, de los más claros y transparentes que he visto, donde hay algunas figuras de bulto muy bien labradas, puestas dentro de sus nichos y el semblaje y lo demás del retablo hecho con gran primor. Acompañan a todo esto otras molduras y figuras pequeñas de alabastro, que están en lo restante de la pared a una parte y a otra».

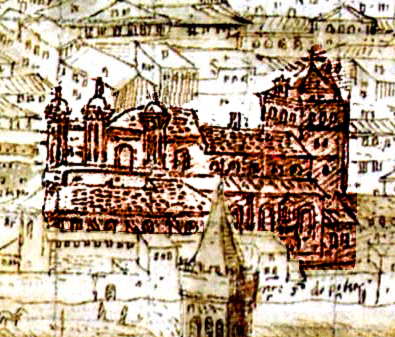
Detalle de la iglesia mudéjar en 1563 según Antonio de las Viñas.

El arzobispo Alonso de Aragón, hijo de Fernando el Católico, fue el responsable de transformar la iglesia en estilo gótico y a él se debe el magnífico retablo tallado por Damián Forment (1512-1518). En el siglo XVI la Casa de Austria entró a gobernar en España y continuó la tradición de la dinastía aragonesa de otorgar privilegios y protecciones al santuario del Pilar. En 1530 la decisión de Clemente VII de exceder la jurisdicción episcopal del Pilar generó un conflicto interno en los arzobispados locales. La Seo interpuso un pleito por la catedralidad que fue resuelto hasta 1676, cuando Clemente X fusionó los cabildos de la Seo y del Pilar, con lo que dio origen al Cabildo Metropolitano de Zaragoza.
Ya entrado el siglo XVI la iglesia gótica experimenta su transformación al estilo mudéjar. En esta centuria ocurren hechos de trascendencia para el templo, como la construcción de una bóveda estrellada de crucería flamígera llena de florones relucientes de oro (1504-1515), a semejanza de las que adornaban el Palacio de la Aljafería.
Damián Forment fue contratado en 1509 para edificar un nuevo retablo de estilo gótico, cuyas obras comenzaron en 1510 al desmontarse el anterior retablo. Construida entre 1512 y 1518, este retablo se considera una de las obras más logradas de la escultura del Renacimiento en Aragón.

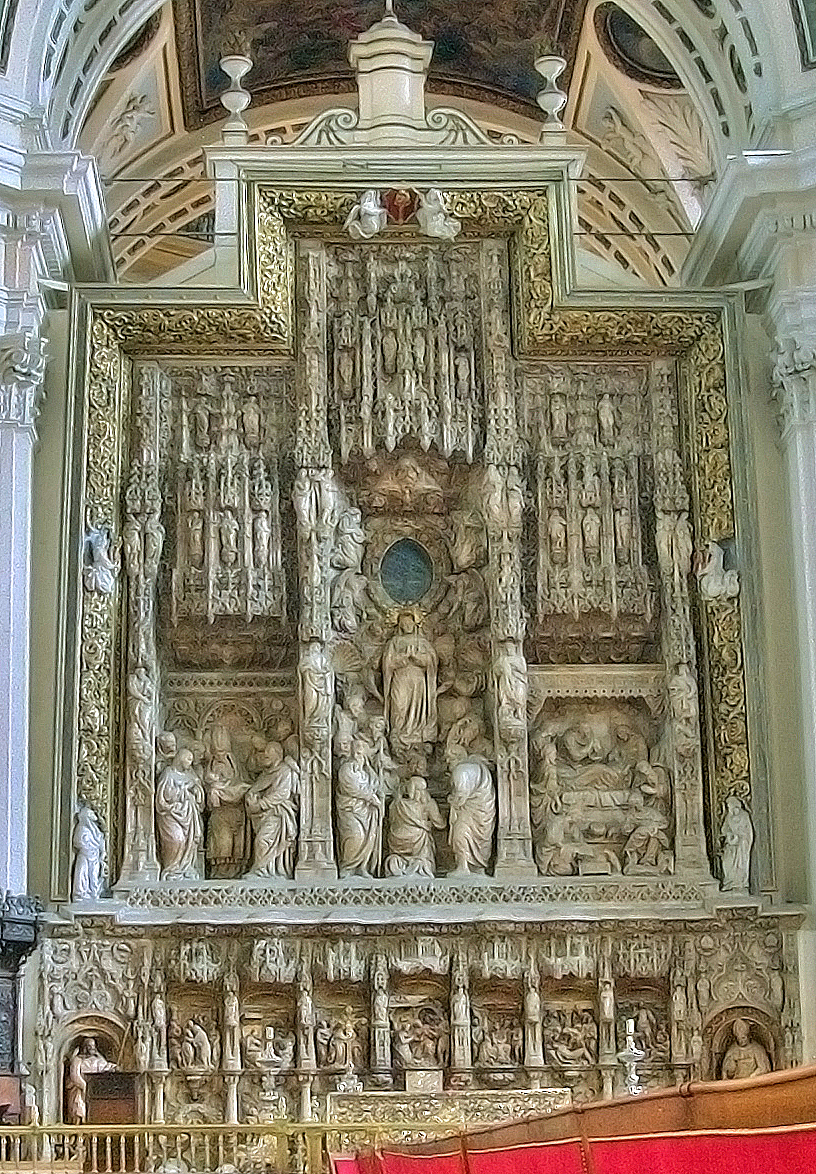
Retablo mayor de la Basílica, obra de Damián Forment.

También hubo reparaciones en la Santa Capilla, donde se cambió la verja del presbiterio por el cerrajero maestro Pedro de Escalantes, que creó una verja balaustrada y estañada con apariencia de platería rematada con festones dorados. Tenía la misma altura que la nave. La verja de hierro que cerraba la entrada al camarín de la Virgen fue sustituida en 1644 por el príncipe Baltasar Carlos de Austria.
Esteban de Obray, Juan de Moreto y Nicolás Lobato, construyeron el coro de la iglesia entre 1542 y 1548. La sillería de tres hileras de sitiales superpuestos en forma de grada y dispuestos en planta semicircular posee trabajos taraceados con incrustaciones de boj amarillo. De los 138 sitiales originales solo quedan 124, pues algunos han sido reubicados en el presbiterio del altar mayor. La sillería del Pilar es mucho más grande que la de la mayoría de las catedrales de España. Se conserva en la actual basílica barroca, pues fue reubicada en 1716.
El 29 de marzo de 1640 ocurrió el suceso conocido como Milagro de Calanda, pues el cojo Miguel Pellicer afirmó que por intercesión de la Virgen del Pilar le fue restituida la pierna derecha, que había perdido en un accidente. El hecho obtuvo gran relevancia en todo el reino, y el 27 de abril de 1641 se dictaminó como milagro. Ya el 27 de mayo de 1642, el municipio de Zaragoza proclama patrona de la ciudad a la Virgen del Pilar.
La devoción a la Virgen del Pilar se había extendido por toda España, y en 1678 el virrey Pedro Antonio de Aragón llamó a Cortes en nombre del rey Carlos II, a fin de declarar a la Virgen como patrona de Aragón.
Varios templos barrocos se habían edificado en el siglo XVII en Zaragoza. En 1670 Juan José de Austria promovió la renovación del Pilar en estilo barroco. Felipe Sánchez obtuvo el triunfo en el concurso celebrado por el cabildo de Zaragoza para el proyecto de la nueva basílica. A la cabeza del proyecto se situó Francisco de Herrera el Mozo y la primera piedra se colocó el 25 de julio de 1681 por el arzobispo Diego de Castrillo.

### De 1681 a la fecha

#### El templo barroco

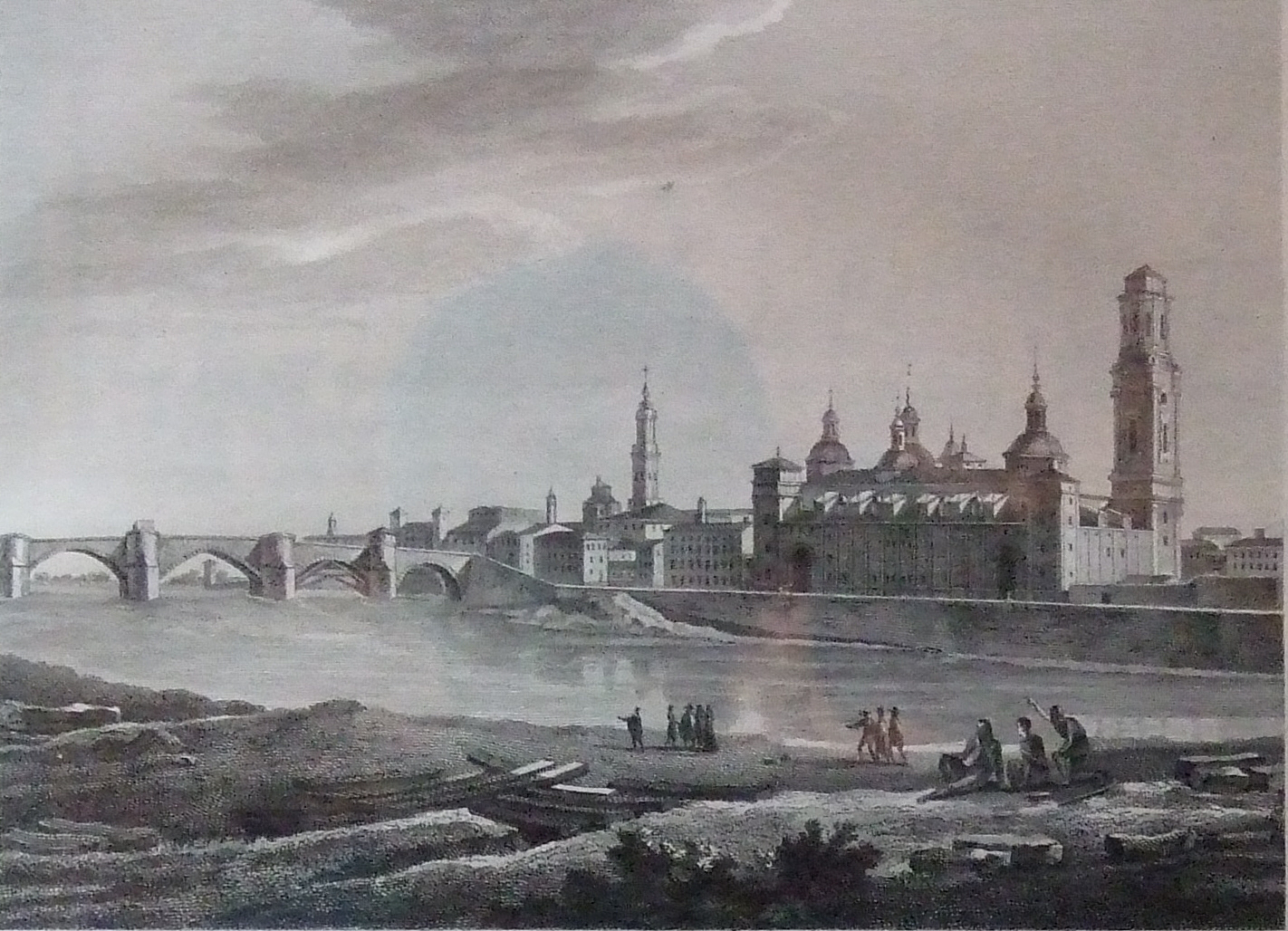
La Basílica del Pilar en 1806.

A pesar de que la Guerra de Sucesión Española trastocó los planes del nuevo edificio, para 1716 se reubicó en su totalidad el retablo y la sillería de la colegiata mudéjar. El 11 de octubre de 1718 se inauguró el templo barroco de Nuestra Señora del Pilar.
En 1750, después de varios proyectos de reforma que jamás se llevaron a cabo, se acepta el plan de Ventura Rodríguez para edificar la capilla barroca del Pilar. El 6 de octubre de 1751 Rodríguez recibe el visto bueno de Fernando VI y desde el 2 de noviembre de ese año, cuando se destruyó la capilla medieval, comenzaron a ejecutarse las obras, que se prolongaron hasta el 12 de octubre de 1765. La mayor parte de la construcción fue sufragada por el obispo Francisco Ignacio de Añoa y Busto y por el pueblo zaragozano, que en ocasiones donaba su trabajo sin pago alguno.
Entre 1863 y 1872 el obispo Manuel García Gil promovió la culminación de la cúpula central, que se finalizó en 1869. El programa iconográfico fue renovado gracias a Bernardino Montañés y Félix Burriel, que decoraron varias cúpulas del templo. Finalmente, durante las Fiestas del Pilar de 1872, se consagró la basílica.

#### Los Sitios de Zaragoza

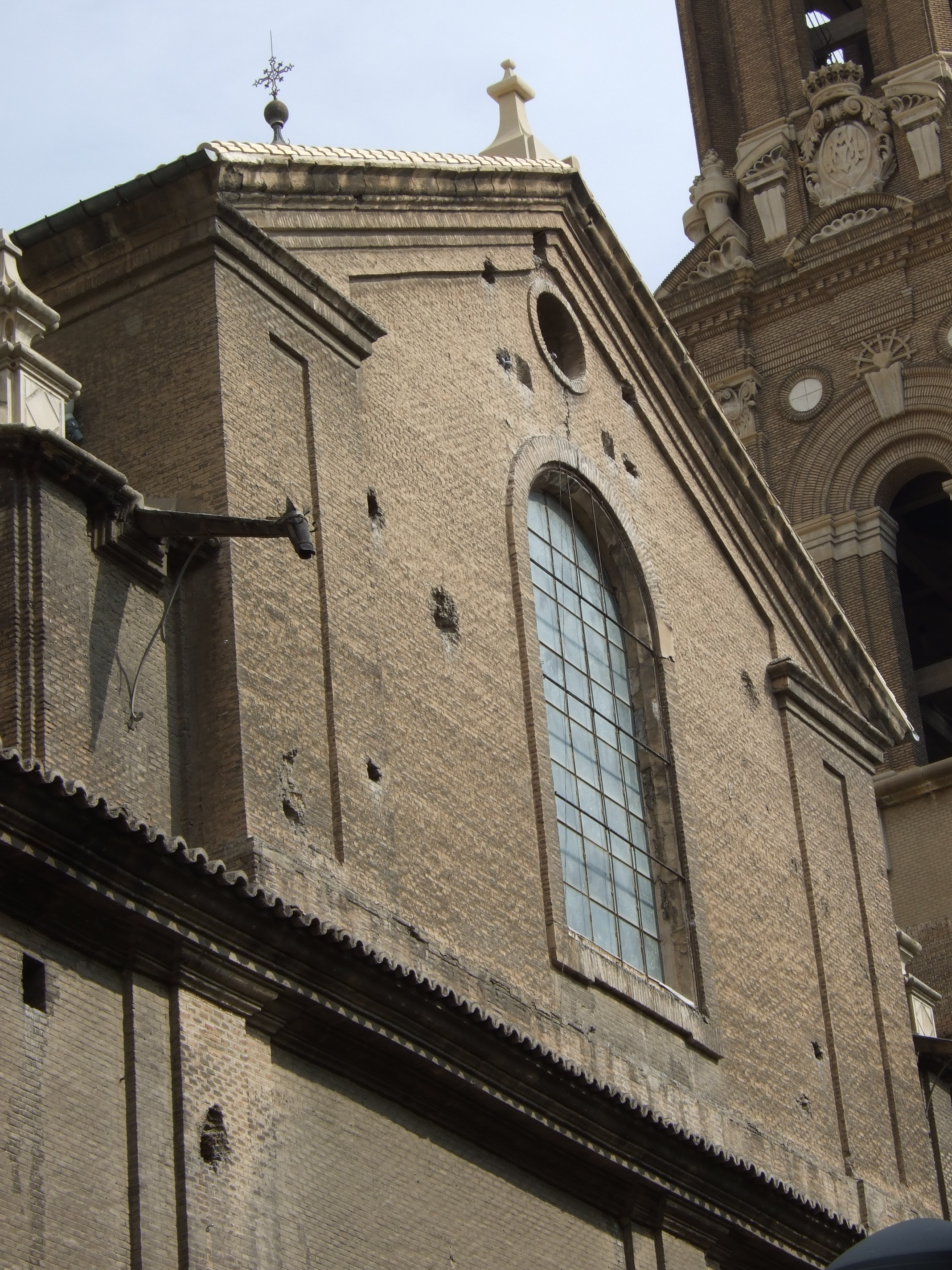
Fachada este del Pilar, dañada durante el segundo sitio de Zaragoza.

Los estragos causados por los franceses durante los Sitios de Zaragoza causaron que el pueblo incrementara notablemente su devoción hacia la Virgen, pues incluso gran cantidad de defensores de la ciudad llegaron a dormir dentro del tabernáculo de la Virgen. A pesar de que una bomba fue arrojada cerca de la capilla de San Juan no produjo daño alguno, aunque el 8 de febrero de 1809 dos bombas cayeron cerca de la cúpula de la sacristía mayor y de la capilla de Santa Ana, y en el acto pereció una cantidad indeterminada de personas alojadas en la Basílica. Dos días después una bomba de doce arrobas cayó cerca de la capilla de San Antonio, pero no llegó a explotar.
Para el 20 de febrero la situación se había tornado insostenible y la Junta de Defensa de la ciudad solicitó al comandante de las fuerzas galas, Jean Lannes, la rendición de Zaragoza. El francés aceptó y otorgó todos los honores a los más de ocho mil vencidos, que entregaron sus armas en el Palacio de la Aljafería al día siguiente.
Para salvar a la ciudad del Ebro del saqueo al que seguramente la someterían los galos, la Junta de Defensa de la ciudad propuso al Cabildo entregar al ejército vencedor doce alhajas. La más suntuosa era una que había sido regalada por Bárbara de Braganza, esposa de Fernando VI, y que tenía casi dos mil brillantes. La totalidad de las joyas tomadas por Lannes ascendían a más de 130.000 pesos fuertes.

#### Coronación canónica de la Virgen
Desde 1678, la Virgen del Pilar es patrona del Reino de Aragón, de ahí su consideración como patrona de Aragón, siendo también considerada como una de las  patronas de las comunidades autónomas de España.
1904 fue el año declarado por Pío X como «jubilar mariano». Durante este período varias damas de España comenzaron a invitar al pueblo a recaudar fondos para coronar solemnemente a la Virgen. El 28 de septiembre, gracias a la intervención de la condesa de Guiomar, Pío X otorgó su apoyo a la causa.
La corona fue construida en los talleres Ansorena de Madrid gracias al patrocinio de un grupo encabezado por la reina María Cristina de Habsburgo-Lorena. El 28 de abril de 1905 el cardenal zaragozano Juan Soldevila llevó las coronas a Roma para ser bendecidas por el papa.
El 20 de mayo fue el día en que se coronó a la Virgen del Pilar. Prelados de toda España y representantes diplomáticos acudieron a la ceremonia, donde también estuvo presente un número hasta entonces inusitado de peregrinos. A las doce en punto del día el obispo coronó al Niño y después a la figura de la Virgen, en medio de una atmósfera de emoción generalizada. Días después comenzaron las peregrinaciones, realizadas por grupos, ya que no era posible obtener alojamiento en la ciudad para todos los peregrinos. En memoria de la coronación canónica, cada día 20 del mes la Virgen no lleva manto.
Por Real Orden del 8 de octubre de 1908, le fue concedido el título de capitán general, corroborado con la solemne imposición de manto y fajín, el 9 de mayo de 1909.

#### Últimos años

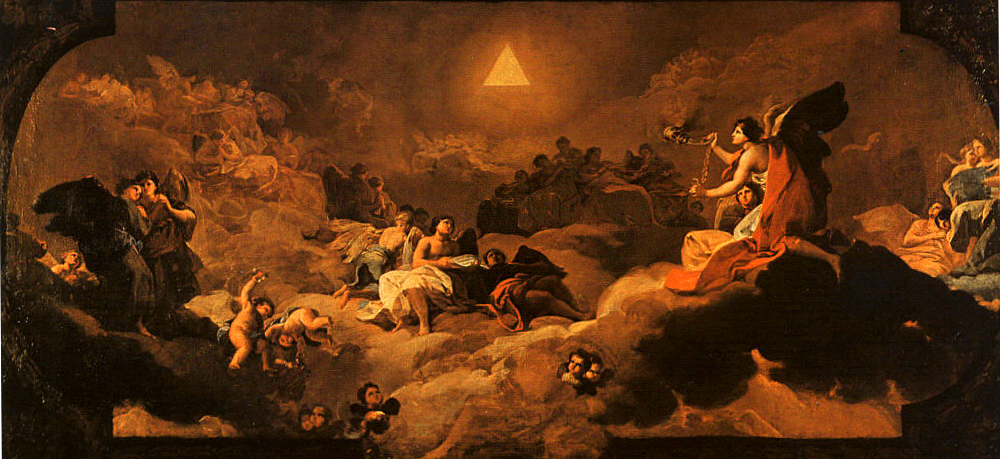
La adoración del nombre de Dios, fresco dañado por los proyectiles republicanos.

La madrugada del 3 de agosto de 1936, durante la guerra civil española, el trimotor republicano Fokker lanzó tres bombas, de 50 kilogramos cada una, sobre las torres de la Basílica del Pilar. Una de ellas quedó clavada en la Basílica del Pilar, otra atravesó el techo y la última llegó a penetrar la bóveda del coreto de la Virgen y causar serios daños en el marco dorado de La adoración del nombre de Dios, de Goya. Ninguna de ellas llegó a estallar ni causar daños de consideración, hecho que fue atribuido a un milagro de la Virgen. Las bombas fueron desactivadas y hoy en día se exhiben en pilastras cercanas a la Santa Capilla.
El 24 de junio de 1948, el papa Pío XII concedió a la catedral de Nuestra Señora del Pilar el título de basílica menor, mediante el breve Decus ornarnentumque. Más de cuatro décadas atrás, el 22 de junio de 1904 el gobierno del rey Alfonso XIII había declarado El Pilar Monumento Histórico-Artístico Nacional.
El Congreso Mariológico y Mariano Internacional se llevó a cabo en la Basílica en octubre de 1979. A pesar de que el papa Juan Pablo II no asistió, para dicha celebración se mandó remodelar las cúpulas y los tejados del templo.

## Patronazgo de la Guardia Civil
En septiembre de 1864 fue destinado al Colegio de la Guardia Civil de Valdemoro su primer capellán castrense, Miguel Moreno Moreno. Este sacerdote organizó la capilla del centro, donde puso la imagen de la Virgen del Pilar e introdujo a los jóvenes alumnos en la devoción y amor a la Virgen. Por disposición recogida en el Boletín Oficial del Cuerpo de 24 de septiembre de 1864, se la nombró patrona de este colegio. Con el tiempo, los guardias procedentes del Colegio fueron extendiendo la devoción a todo el país. El 7 de enero de 1913, el director general Ángel Aznar Butigieg solicitó al rey proclamación de la Virgen del Pilar como patrona de la Guardia Civil. Esto fue aprobado por Real Orden del 8 de febrero de 1913.
El 6 de octubre de 1994 se concedió a la Virgen del Pilar la Cruz de Oro de la Orden del Mérito del Cuerpo de la Guardia Civil.
El 12 de octubre de 2012 se creó la Medalla Conmemorativa del Centenario de la Proclamación de la Virgen del Pilar como patrona de la Guardia Civil, la cual entrega el Arzobispado Castrense de España.

## Fiestas y tradiciones
El 2 de enero se conmemora la fiesta de la Venida de la Virgen, el 12 de octubre es la fiesta del Pilar y el 20 de mayo es la fiesta de la coronación canónica. Por eso, los días 2, 12 y 20 de cada mes la imagen aparece sin manto, dejando ver la guarnición semicilíndrica de plata labrada de la columna.
Es tradicional en Aragón, y también en algunas regiones vecinas, el que los niños sean presentados una vez en su vida a la Virgen del Pilar, lo que se conoce como «pasar por el manto de la Virgen». Debe de hacerse antes de hacer la Primera Comunión, en esa etapa de la vida en que se considera al niño «inocente», es decir, que no ha alcanzado el «uso de razón». Existen tradiciones similares con otras vírgenes en varias partes de España.
El 10 de octubre de 1613, el Concejo de Zaragoza acordó guardar anualmente el día 12 de aquel mes, con lo que la fiesta religiosa del 12 de octubre pasó a ser también festividad civil. Finalmente, el papa Clemente XII aceptó en el siglo XVIII el 12 de octubre como fecha para la celebración de la «festividad de la Virgen María Aparecida en Carne Mortal».
En lo que respecta a los actos rituales (ofrenda de flores, de frutos, etc.), sus orígenes se encuentran en los inicios del siglo XIX, siendo resultado de la evolución de diversas ceremonias religiosas. Se supone fruto del fervor popular y de la iniciativa de las familias más acomodadas de la ciudad.

### Fiestas del Pilar

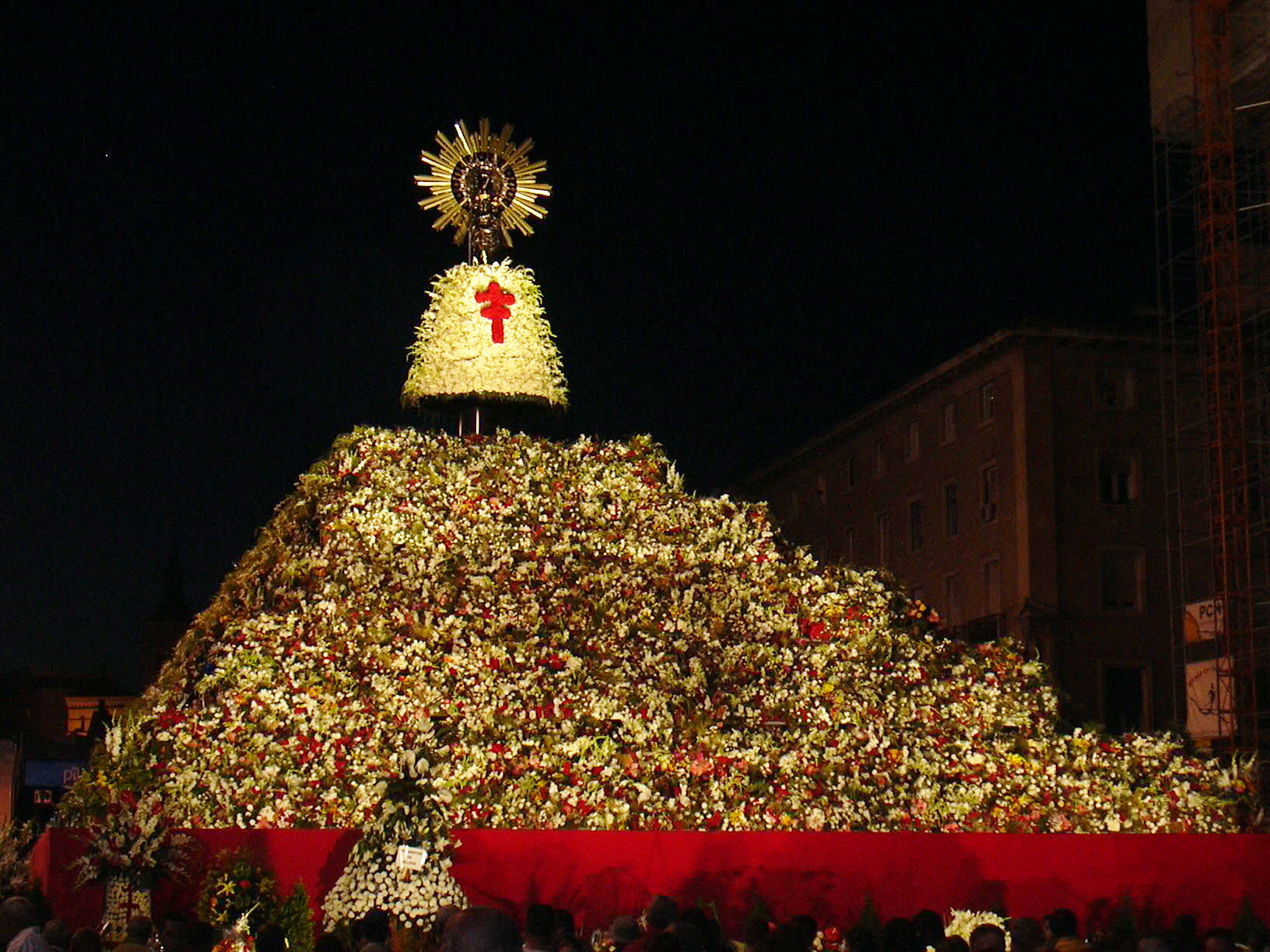
Ofrenda floral a la Virgen del Pilar, en 2006.

Son las fiestas patronales de Zaragoza que se celebran en honor de la Virgen, patrona de la ciudad. Tienen lugar la semana del 12 de octubre, en que se celebra la fiesta patronal. Por lo general, las fiestas comienzan el fin de semana anterior al día 12 y se prolongan hasta el domingo posterior por lo que duran unos diez días.
En las fiestas del Pilar tienen lugar un buen número de eventos festivos organizados por el Ayuntamiento de la ciudad a los que se unen no pocas iniciativas privadas de organizaciones o colectivos privados que aprovechan la semana para organizar muestras, concursos y otras actividades de interés popular. Las más destacadas celebraciones pilaristas son:
Solemne misa de InfantesSe celebra en el altar mayor de la basílica del Pilar el día 12 de madrugada.
Ofrenda de floresRepresenta el punto culminante de las celebraciones y la mayor manifestación de la devoción popular hacia la Virgen. El día 12 por la mañana se lleva a cabo una ofrenda en la que miles de personas ataviadas con el traje regional aragonés o de otros lugares del mundo llevan ramos o centros de flores hasta la plaza del Pilar. Allí se teje un enorme manto a una virgen situada sobre una estructura metálica. La gran aceptación popular la atestiguan los centenares de grupos inscritos para la edición de 2016 y las más de doce horas que dura el desfile. La tradición de la ofrenda data del año 1958, por iniciativa del concejal Manuel Rodeles, tras haber observado la ofrenda que celebraban a la Virgen de los Desamparados en las fiestas de Valencia.
Misa PontificalTras la ofrenda a la Virgen, el día 12 se celebra una misa pontifical en la basílica del Pilar a partir de las 12.00, tras la que se desarrolla una procesión.
Ofrenda de frutosSe lleva a cabo el día 13 por la mañana y tiene un recorrido similar al de la ofrenda de flores. En esta procesión se presentan a la Virgen los más variados frutos de la tierra aragonesa. Su primera edición es anterior a la ofrenda floral, pues tuvo lugar en 1949.
Rosario de cristalUn espectáculo sin parangón en el mundo, el desfile del rosario de cristal aúna religiosidad y arte. La procesión consiste en un conjunto de 29 carrozas de cristal iluminadas interiormente de las que, al menos, quince representan los misterios del rosario. A ellas se aúnan un buen número de farolas y estandartes. Los pasos fueron portados a hombros hasta 1926 y no se alumbraron con luz eléctrica hasta el año 1940. El rosario parte de la Iglesia del Sagrado Corazón de Jesús en donde esta tiene su sede, el día 13 al anochecer recorriendo las principales arterias de la ciudad. Su origen data de 1889.

## Himno
Composición musical premiada en el Certamen Mariano celebrado en 1904 en Zaragoza por la Junta Diocesana del Jubileo, y adoptado oficialmente como Himno de la peregrinación nacional. Compuso la música Juan Bautista Lambert y la letra es de Florencio Jardiel

Virgen santa, Madre mía,
luz hermosa, claro día,
que la tierra aragonesa
te dignaste visitar(bis)

Este pueblo que te adora

de tu amor favor implora

y te aclama y te bendice

abrazado a tu Pilar.
Pilar sagrado, faro esplendente,

rico presente de caridad.

Pilar bendito, trono de gloria,

tú a la victoria nos llevarás.

Cantad, cantad
himnos de honor y de alabanza.
Cantad, cantad
a la Virgen del Pilar.

## Milagros atribuidos
Se atribuyen a la intercesión de la Virgen del Pilar diversos milagros, entre los que destacan la asombrosa curación de doña Blanca de Navarra, a la que se creía muerta, y las de invidentes como el niño Manuel Tomás Serrano y el organista Domingo de Saludes o el llamado «Milagro de Calanda», por el que al mendigo Miguel Pellicer, nacido en Calanda, se le restituyó la pierna que le fue amputada en octubre de 1637. Este suceso extraordinario ocurrió el 29 de marzo de 1640 y fue proclamado como milagro el 27 de abril de 1641 por el arzobispo Pedro Apaolaza Ramírez, tras un proceso en el que intervinieron tres jueces civiles y fueron interrogados veinticinco testigos. Ese mismo año, el rey Felipe IV mandó ir a palacio a Miguel Pellicer y arrodillándose ante él le besó la pierna. Este hecho prodigioso determinó que en 1642 la Virgen del Pilar se convirtiera en copatrona de Zaragoza junto a San Valero. Más mundanos resultan otros hechos que se le atribuyen, como liberaciones de presos, superación de pruebas o éxitos económicos y deportivos.
Entre las campañas militares que los católicos consideran obra de su intercesión se cuenta la toma de Zaragoza de manos musulmanas en 1118, la resistencia ante el ejército francés durante la Guerra de Independencia Española y la protección del templo en la guerra civil española. De esta última se narra el bombardeo sufrido por el templo el 3 de agosto de 1936, cuando fueron arrojadas sobre la Basílica de El Pilar tres bombas que no estallaron. Las cargas que cayeron en el templo se exponen a los lados del Camarín de la Virgen e integran la larga lista de hechos milagrosos atribuidos a la Virgen.

## Otras

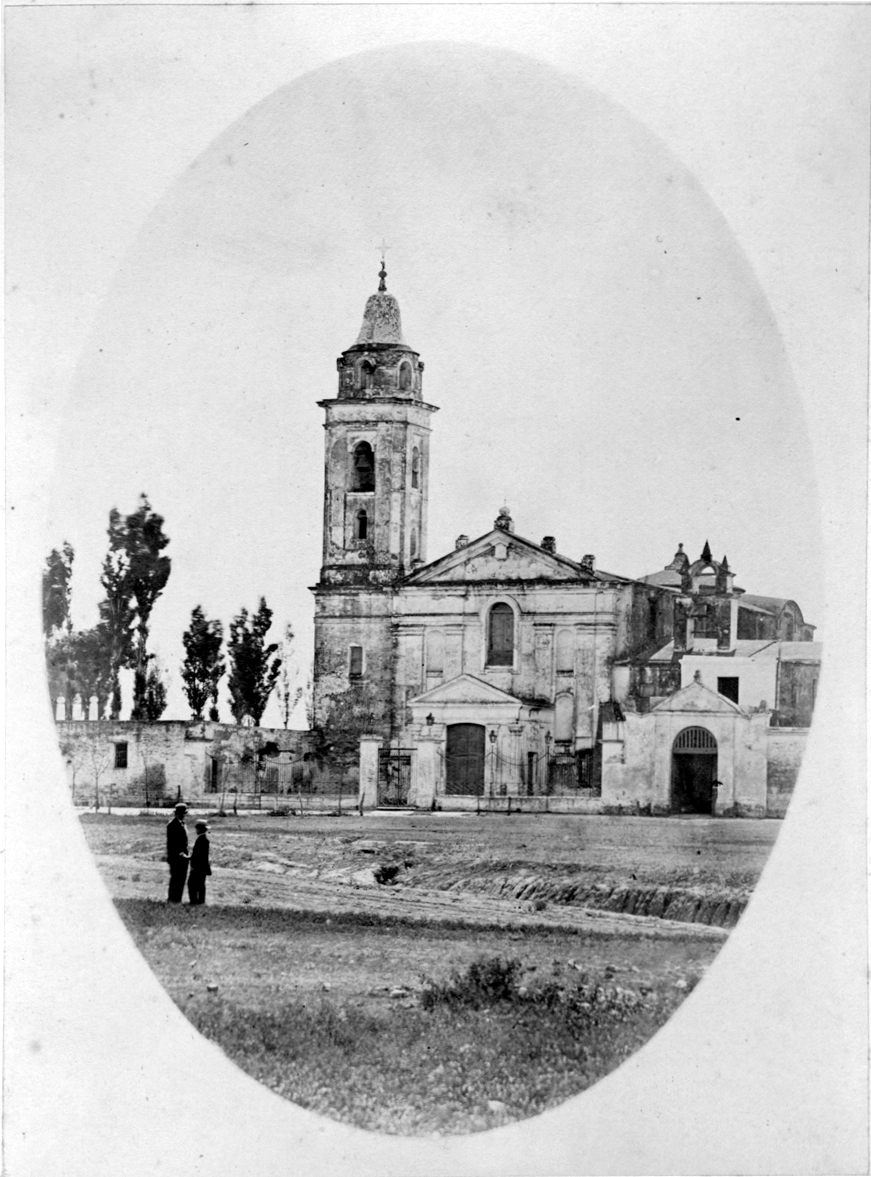
Basílica Nuestra Señora del Pilar (Buenos Aires), del.

- En la Iglesia de Los Robles, (Antiguamente el Pilar), Municipio Maneiro, Margarita, Estado Nueva Esparta, Venezuela, se venera a la Virgen del Pilar como Patrona del Pueblo junto al co-patrono San Judas Tadeo, y se conservan una campana de plata dorada en la que se talló la imagen de la virgen y una pequeña imagen tallada en oro macizo de la Virgen del Pilar, cuya introducción se debe a la Reina "Juana La Loca", hija de la Reina "Isabel la Católica" de España, en pago por la salud devuelta a su marido el Rey Fernando de Aragón, quien había estado muy enfermo; dicha introducción data desde la época de la Colonia aproximadamente desde el año de 1504 y es desde esa fecha cuando en la comunidad de Los Robles o El Pilar se venera a "La Pilarica" y cada año los fieles a la virgen y a la iglesia católica celebran con gran fervor las fiestas de la Virgen del Pilar todos los 12 de octubre de cada año, También en la ciudad de Araure se realiza una procesión en la iglesia del mismo nombre, la cual la imagen se encuentra desde la fundación de la iglesia, y en donde Bolívar oró antes de la Batalla de Araure.
- En la Catedral de San Cristóbal de La Laguna (Tenerife, Canarias, España) se conserva una pequeña talla de alabastro llamada "Virgen de Trapani" pero que algunos investigadores sugieren que es en realidad una talla de la Virgen del Pilar. De ser cierto, sería la representación de "La Pilarica" más antigua del Archipiélago Canario.[89] En la ciudad de Santa Cruz de Tenerife, en la misma isla, se encuentra la Parroquia de la Virgen del Pilar, una de las más importantes de la ciudad, la cual está presidida por una pequeña réplica de la Virgen del Pilar procedente de Zaragoza.
- En Huelva (ciudad del descubrimiento) cada 12 de octubre se celebra como en el resto de España la fiesta de la Hispanidad, teniendo Huelva un barrio con ese nombre y donde cada año sale una representación de la Virgen del Pilar por las calles de este.
- Aparte, la patrona del barrio de Guanarteme (Las Palmas de Gran Canaria, Canarias, España) también es la Virgen del Pilar, dando nombre así a la Plaza del Pilar y al Instituto de Educación Secundaria y Bachillerato Nuestra Señora del Pilar.
- En Valladolid, en el barrio del Pilar, existe una iglesia neogótica con esta advocación.
- En Benejúzar, Alicante, en el monte de dicho pueblo, hay un Santuario dedicado a esta advocación, celebrándose fiestas y romería del 8 al 12 de octubre.
- En Cartagena, se encuentra una talla de la Virgen del Pilar en la Base de Submarinos de la Armada Española, ya que esta advocación es la Patrona de los submarinistas. En la primera inmersión del Submarino torpedero de Isaac Peral, este llevó consigo una Virgen del Pilar, estando reconocida como Patrona de este Cuerpo desde 1946. La talla que se encuentra en la base luce un manto con el emblema de los submarinistas, que estos llevan cada año en el mes de febrero a la ciudad de Zaragoza para conmemorar el aniversario del Arma Submarina.
- En Pilar, provincia de Córdoba, Argentina: Capilla de Nuestra Señora del Pilar, erigida entre 1698 y 1711. Es Monumento Histórico Nacional. Allí, el 10 de septiembre de 1819, el general Manuel Belgrano, ya muy enfermo, hace entrega del mando del Ejército del Norte al Cnel. Mayor Francisco Fernández de la Cruz. También transitaron el lugar hombres como el general José de San Martín, el Brigadier General Juan Bautista Bustos, Santiago de Liniers, el Marqués de Sobre Monte, José María Paz y Juan Facundo Quiroga. La capilla dio el nombre a la localidad.[90]
- En La Jagua del Pilar, Colombia: iglesia de nuestra Señora del Pilar. La fiesta de la Virgen del Pilar se celebra el 12 de octubre.
- En Montequinto, un barrio de Dos Hermanas (Sevilla), se encuentra una talla de la Virgen con la advocación Nuestra Señora del Pilar en su Mayor Dolor. Se trata de una imagen de la virgen dolorosa de 1,62 m de altura. Pertenece a la agrupación parroquial de «Humildad y Pilar». Realizan estación de fe cada sábado de pasión y celebran sus cultos cada mes de octubre.
- En la ciudad de Zamboanga, en la Fortaleza de Nuestra Señora del Pilar de Zaragoza. Una imagen de la Virgen del Pilar, fue colocada en 1719 en la muralla oriental. Pronto esa imagen fue objeto de veneración popular, por diversos milagros que se le atribuyeron, alcanzando gran fama entre los devotos de la ciudad y de los alrededores.
- El 12 de mayo de 1987, se realizó una inmersión en el embalse de El Grado (Huesca) a 24 metros de profundidad, en el que se colocó una imagen de la Virgen del Pilar por parte de buceadores del Ejército de Tierra, permaneciendo hasta el día de hoy.[nota 1]
- En Brasil, la Catedral basílica de Nuestra Señora del Pilar, en São João del Rei (diócesis homónima), estado de Minas Gerais, es una iglesia barroca dedicada a la Virgen del Pilar.
- En El Municipio De Valle de Zaragoza, Chihuahua hay una parroquia dedicada a la Virgen del Pilar, que además es la patrona de dicho municipio chihuahuense.